# Емельяненко, Александр Владимирович
Александр Влади́мирович Емелья́ненко (род. 2 августа 1981, Старый Оскол, Белгородская область) — российский боец смешанных единоборств, выступающий также и в профессиональном боксе. В ходе карьеры выступал под эгидой различных промоутерских организаций, включая Pride, M-1 Global, RCC, ACA и других. Младший брат Фёдора Емельяненко. Одержал победы над такими бойцами, как Сергей Харитонов, Габриэл Гонзага, Джеймс Томпсон, Боб Сапп и другими.
Пользуется неоднозначной репутацией из-за многочисленных скандалов, связанных с его поведением за пределами ринга. 19 мая 2015 года осуждён на 4,5 года лишения свободы за изнасилование. В октябре 2016 года условно-досрочно освобождён, после чего продолжил карьеру.

## Ранние годы
Родился в городе Старый Оскол. Мать — Ольга Фёдоровна, преподаватель. Отец — Владимир Александрович, газоэлектросварщик. Сестра Марина, братья Фёдор и Иван.
В 1988 году начал заниматься самбо и дзюдо под руководством Воронова Владимира Михайловича. В 16 лет выполнил норматив мастер спорта по дзюдо. Окончил 9 классов школы и ПТУ № 22 по специальности «газоэлектросварщик»:
В 1999 году стал чемпионом Европы по самбо. В 2002, 2003 и 2006 годах становился чемпионом мира по боевому самбо. В 2009 году окончил экономический факультет Белгородского государственного университета. В 2004 году переехал в Санкт-Петербург.

## Смешанные единоборства
В 2003 году вступил в «Russian Top Team» (RTT) и начал выступать в боях Pride, вскоре вместе с Фёдором покинул «RTT» из-за конфликта с её руководителем Валерием Погодиным и вступил в «Red Devil Fighting Team».

### Pride Fighting Championships
5 октября 2003 года Емельяненко дебютировал на турнире PRIDE Bushido 1, где по итогам двух раундов по 5 минут раздельным решением судей победил бразильца Асуэрио Силву. 31 декабря 2003 года встретился на турнире Inoki Bom-Ba-Ye 2003 с другим бразильцем Анджело Арауджо и победил техническим нокаутом в конце 2-го раунда. В своём следующем бою который состоялся 23 мая 2004 года на PRIDE Bushido 3 в Йокогаме (Япония) победил удушением небитого новозеландца Мэтта Фоки.
15 августа 2004 года состоялся Pride FC - Final Conflict 2004 встретился с серьёзным противником — хорватским кикбоксером Мирко Филиповичем по прозвищу Кро Коп, которому Емельяненко проиграл нокаутом в первом раунде.
Принял участие в нескольких турнирах под эгидой М-1. На турнире M-1 MFC: Middleweight GP 9 октября 2004 года единогласным решением выиграл у Карлоса Баррето.
В следующих своих боях в конце 2004 и в апреле 2005 года в Pride без проблем одолел нокаутами англичанина Джеймса Томпсона, бразильца Рикарду Морайса и удушающим приёмом польского дзюдоиста Павла Настулу 31 декабря 2005 года. Также выступил на турнире Bushido Rotterdam Rumble 9 октября 2005 года в Голландии, где победил нокаутом местного кикбоксера Рене Руза.
В 2006 году был приглашён на участие в Гран-При Pride FC - Total Elimination Absolute. В 1/8 финала, сошлись между Александр Емельяненко и многоопытный борец, бывший чемпион UFC в тяжёлом весе, американец Джош Барнетт.  Барнетт был фаворитом не только предстоящего боя, но и всего турнира, поэтому для Александра этот поединок был хорошим шансом перейти из разряда «просто перспективного бойца» в статус мировой звезды. Барнетту удаётся провести болевой приём на руку во 2 раунде и выйти в 1/4 финала.
Александр после поражения принял участие в резервном бою этого Гран-При PRIDE Final Conflict Absolute 10 сентября 2006  , победив в нём техническим нокаутом другого нашего известного бойца – Сергея Харитонова. Победитель этого боя мог бы заменить кого-то из участников турнира в случае получения ими травмы. Но такой возможности не представилось. По иронии судьбы, это были последние поединки для обоих бойцов под эгидой Pride. В 2007 году компания была выкуплена своим главным конкурентом –UFC, и прекратила своё существование.
В конце 2006 года встретился с очередным топовым бойцом Фабрисиу Вердумом на турнире 2 Hot 2 Handle: Pride & Honor и проиграл удушающим приёмом в первом раунде. Бой проходил в городе Роттердам (Голландия).
С 2007 году Александр Емельяненко начал скитаться по разным организациям после прекращения выступлений в PRIDE:

### BodogFight
14 апреля 2007 года принял участие в крупном турнире BodogFight: Clash of the Nations, где в 1 раунде нокаутировал американца Эрика Пеле.

### M-1 Global
21 июля 2007 года на турнире M-1 MFC — Battle on the Neva победил болевым "кимура" голландца Джесси Гиббсона.

### Hardcore Championship Fighting (HCF)
В октябре 2007 года появился вариант с выступлением в новом канадском промоушене Hardcore Championship Fighting (HCF), и он принял это приглашение. В соперники Емельяненко-младшему определили огромного бойца Дэна "Быка" Бобиша. Американец при росте 185 см весил 149 кг. И большая часть этой массы приходилась на мышцы. Александр победил удушающим приёмом "гильотиной"  в первом раунде на отметке 1.09.

### M-1 Global
В двух супербоях на М-1 Challenge сезона 2008 года последовательно победил сначала бразильца Сильвао Сантоса, а затем корейца Санг Су Ли.

### ProFC
29 марта 2009 года одержал накануне досрочную победу над соотечественником Ибрагимом Магомедовым. Поединок проходил в Ростове-на-Дону в рамках международного турнира «ProFC  Россия  Европа». В начале первого раунда у Емельяненко прошёл мощный удар справа, после которого у Магомедова открылось сильное рассечение и на 50 секунде первого раунда рефери остановил бой, засвидетельствовав победу Емельяненко техническим нокаутом.
Победа показалась судьям слишком неправдоподобной и они заставили его показать перчатки и доказать, что никаких посторонних предметов в них не было. Спортсмен с лёгкой улыбкой на лице продемонстрировал свою боевую амуницию. Когда судейская коллегия убедилась, что перчатки Александра находятся в полном порядке, победителю были принесены искренние извинения и поздравления, сообщили Sports.ru в пресс-службе Александра Емельяненко.

#### Бой за титул ProFC с Бенгтссоном
23 апреля 2010 года в главном поединке нокаутировал на 44-секунде боя соперника из Швеции Эдди Бенгтссона, став обладателем вакантного титула в тяжёлом весе по версии ProFC. Бенгтссон упал на пол лицом вниз после первого же удара соперника рукой и более минуты не мог подняться. После боя завершил карьеру.

#### Бой с Миодрагом Петковичем
22 мая 2010 года в Баку прошёл турнир по панкратиону, приуроченный ко Дню независимости Азербайджана. В главном поединке турнира Александр Емельяненко одержал победу нокаутом на третьей минуте боя над сербом Миодрагом Петковичем

#### Бой с Питером Грэмом
18 декабря 2010 года принял участие в турнире дальневосточной промоутерской организации «Драка» (Хабаровск). В главном поединке вечера встречались, чемпион организации ProFC в тяжёлом весе Александр Емельяненко и австралиец Питер Грэм.
В первом раунде поединка полностью доминировал Емельяненко, однако после одного из ударов соперника ногой во втором раунде россиянин получил травму колена и не смог продолжить бой, после чего ему было засчитано поражение.

### Бои в M-1
12 ноября 2011 года в главном бою на M-1 Challenge 28: Emelianenko vs. Malikov неожиданно проиграл дагестанцу Магомеду Маликову нокаутом на 23-й секунде первого раунда.
21 декабря 2011 года в Алматы прошёл турнир BUSHIDO FC vol.50. В главном бою вечера Александр Емельяненко одержал победу болевым приёмом на руку в первом раунде над казахом Толегеном Акылбековым.
В феврале 2012 года в Москве прошёл Чемпионат России по боевому самбо. В тяжёлом весе (свыше 100 кг) лучшим стал 4-кратный чемпион мира по боевому самбо Фёдор Емельяненко, победивший на 7-й секунде финального поединка болевым приёмом на руку своего родного брата Александра, который является 3-кратным чемпионом мира по боевому самбо. Бронзовыми призёрами чемпионата в тяжёлом весе стали Алексей Князев и Кирилл Сидельников.
16 марта 2012 года в Санкт-Петербурге состоялся турнир M-1 Challenge 31, в главном поединке которого Емельяненко победил литовца Тадаса Римкявичуса. Емельяненко победил техническим нокаутом во втором раунде.
6 июня 2012 года  в горном районе Джейрах республики Ингушетия состоялся турнир M-1 Challenge 33, в главном поединке - реванше которого встретились Александр Емельяненко и Ибрагим Магомедов. Емельяненко одержал победу техническим нокаутом, так как судья решил, что Магомедов не может продолжать бой из-за рассечения.
30 сентября 2012 года в Москве состоялся турнир M-1 Challenge 34, в главном поединке которого встречались тяжеловесы Александр Емельяненко (Россия, 20-5) и Константин Глухов (Латвия, 24-10). Емельяненко одержал победу единогласным решением судей по итогам трёх раундов поединка. Почти сразу после поединка было анонсировано что следующим соперником Александра станет американец Джефф Монсон
15 ноября 2012 года В Санкт-Петербурге прошёл юбилейный турнир «M-1 Challenge 35. Пятнадцать лет MMA», главным событием которого стал бой в тяжёлом весе между Александром Емельяненко и Джеффом Монсоном. Монсон победил удушающим приёмом "Север-Юг."  во втором раунде. Монсон начал поединок с попытки прохода в ноги, но Александр хорошо защитился, и бойцы продолжили в стойке. Емельяненко был выше соперника практически на 20 сантиметров и имел стратегически важное преимущество в размене. За первую минуту боя Джеффри трижды попробовал перевести Александра в борьбу, но это было явно не в планах российского бойца.

В начале второго раунда Емельяненко допустил, возможно, важнейшую ошибку, которая впоследствии стала роковой. Вместо того, чтобы держать Монсона на расстоянии с помощью работы руками, он пробил левой ногой лоу-кик, что позволило Джеффу перевести Александра в партер. Вначале ничего не предвещало беды, и Емельяненко-младший даже занял доминирующую позицию сверху. Но Монсон смог переломить ситуацию и вновь оказался сверху. Российский спортсмен попробовал скрутить американцу пятку, но не получилось довести приём до конца. Джеффри смог оказаться сверху и спокойно подобрался к шее Александра. Дальше оставалось дело за техникой, которой Монсон владеет на превосходном уровне. Спустя несколько мгновений АЕ был вынужден сдаться. После поединка Александр Емельяненко обратился к главе M-1 Global Вадиму Финкельштейну.
— Я хочу обратиться к Вадиму Финкельштейну. Вадим, сделай мне, пожалуйста, ещё один бой с Монсоном, — заявил Александр.
Вадим сразу спросил Монсона о реванше для Емельяненко, и Джефф ответил, что ему нравится в России, и он с большим уважением относится к русским людям.
18 декабря 2012 года М-1 досрочно расторгла трудовое соглашение с Емельяненко. Президент организации, Вадим Финкельштейн, заявил, что Емельяненко «постоянно нарушал условия контракта. Сейчас он свободный боец, у него свой путь. И ни я, ни Фёдор, ни М-1 не несём ответственности за его действия», однако в прессе было высказано предположение, что бойца уволили из-за пьяного дебоша, устроенного им на борту самолёта, следовавшего рейсом Москва-Барнаул. Так же, по словам очевидцев, спортсмен устроил драку в ресторане гостиницы «Прага», где «высокопоставленными лицами» отмечалась свадьба. В это же время в интернете появляются видеоролики, где Емельяненко, предположительно в нетрезвом виде, поздравляет победителей турнира в Барнауле, после чего боец объявил о завершении карьеры «по состоянию здоровья».

### Возвращение
Известный российский боец, объявивший в конце прошлого года об уходе из спорта и проведший последние месяцы в монастыре на Афоне, решил снова выйти на ринг. По словам самого Емельяненко, на продолжение карьеры его благословил старец Илий.

#### Бой с Бобом Саппом
25 мая 2013 года Емельяненко стал участником бойцовского шоу «Легенда», которое прошло в Москве. Его соперник Боб «Зверь» Сапп — американский 154-килограммовый спортсмен, выступавший в американском футболе, смешанных единоборствах, кикбоксинге, был побеждён Александром Емельяненко за 1:15.

#### Бой с Жозе Гелке
Следующий поединок Емельяненко провёл 4 июля 2013 года против малоизвестного бразильского бойца Жозе Родриго Гелке на турнире ProFC 49 Resurrection. Емельяненко победил в первом раунде. До боя с Емельяненко у бразильца была серия из пяти поражений, но это — первое в его карьере поражение техническим нокаутом.

#### Отменённый реванш с Мирко Филиповичем
24 июня 2013 года стало известно что 8 ноября в Москве пройдёт второе бойцовское шоу «Легенда», главным событием которого станет бой Александра Емельяненко против знаменитого бойца ММА и К-1 из Хорватии Мирко «Кро Копа» Филиповича
Накануне 24 октября 2013 года Емельяненко был задержан полицией по подозрению в избиении посетителя одного из московских кафе.

Руководитель промоутерской компании «Легенда» Руслан Сулейманов заявил, что матч-реванш между Александром Емельяненко и Мирко Филиповичем, который должен был пройти 8 ноября в Москве, отменён. 
«Мы разрываем контракт с Александром Емельяненко. Он не в форме, не готов психологически и физически. Мы не можем делать главный бой турнира настолько неконкурентным. Его выступление может повредить имиджу турнира. В главном бое турнира выступит Мирко Филипович. Мы найдём ему соперника из России с серией без поражений. Его имя объявим в ближайшие несколько дней», – цитирует Сулейманова «Советский спорт».

### Coliseum FC — New History 2

#### Бой с Сосновским
Бой был организован под эгидой промоутерской компании «Колизей» и состоялся 25 января 2014 года. Противником выступил Дмитрий Сосновский по прозвищу «Злая машина» — профессиональный боец ММА от клуба «Оплот». В своём активе Дмитрий имел восемь побед и ноль поражений. Также он является обладателем синего пояса по джиу-джитсу.
Бой развивался стремительно. Сосновский почти сразу смог перевести Емельяненко в партер, причём крайне простым сваливанием. Дальнейший рисунок боя прошёл полностью под диктовку Сосновского. Он не давал Емельяненко развить никакой инициативы, постоянно держал противника в партере, находясь сверху. Емельяненко ничего не смог противопоставить напору бойца, в итоге, попытался уйти в глухую защиту и сделать болевой на руку Сосновскому, перейдя в положение на животе, полностью «отдав» Сосновскому спину. Но болевой сорвался и Сосновский стал наносить прицельные мощные удары в голову Емельяненко. Спустя короткое время Емельяненко дал знак о сдаче. По предварительным данным, Емельяненко получил в этом поединке перелом челюсти. Добавим, что Александр покинул «Юбилейный» немедленно после боя, отказавшись от общения с прессой.

### Уголовное дело и возвращение после тюрьмы
В мае 2015 года был осуждён за изнасилование и похищение паспорта на 4,5 года, а от обвинения в склонении к употреблению наркотиков прокуратура отказалась. 24 ноября 2016 года Емельяненко вышел из тюрьмы. После освобождения он подписал контракт с бойцовским клубом «Ахмат» на несколько поединков.

### WFCA и RCC

#### 5 победных боёв
Первый бой Александр провёл 27 сентября 2017 года в рамках турнира WFCA 42 против бразильца Жеронима дос Сантоса. Александр нокаутировал своего соперника уже на 36 секунде первого раунда. Далее последовали ещё 2 победы: в декабре над американцем Вёрджилом Цвиккером на «WFCA 44» и в марте 2018 над поляком Шимоном Байором в «Битве на Волге». Оба боя, также как и с бразильцем, завершились техническим нокаутом в первом раунде.
Затем Емельяненко подписал контракт с «RCC», в котором выступал параллельно с «WFCA». Под эгидой уральского промоушена он провёл 2 поединка в Екатеринбурге, ставшие главными боями вечера. 5 мая 2018 года на RCC 2 он победил бразильца Габриела Гонзагу. 9 июля 2018 года на следующем турнире — RCC 3 он оказался сильнее чеха Виктора Пешты. В обоих боях Емельяненко сумел нокаутировать своих соперников во втором раунде.

#### Бой с Тони Джонсоном
18 августа 2018 года в Москве в рамках юбилейного турнира лиги «Ахмат» WFCA 50 Емельяненко в главном поединке ивента встречался с американцем Тони Джонсоном.
Большую часть первого раунда Александр выглядел предпочтительнее и смог потрясти своего оппонента спустя минуту от начала раунда. Он был быстрее и многоударнее Джонсона. Емельяненко продолжал работать первым номером и старался постоянно оказывать прессинг на соперника буквально избивая соперника в стойке, однако в концовке раунда, за полторы минуты до конца американец всё же смог перевести Александра в партер, где доставил серьёзные неприятности россиянину амплитудными ударами. Почти сразу после начала второго раунда Джонсону удалось снова перевести Емельененко в партер. Там он прессинговал Александра, наносив ему удары с локтей нанеся ощутимый ущерб Емельяненко. Рефери поднял бойцов в стойку, АЕ постарался сразу же реваншироваться в стойке, но поединок тут же был переведён снова в партер. Но картина боя не изменилась в этом раунде, за исключением того, что рефери опять же поднял бойцов в стойку и там Александр смог провести тейкдаун за десять секунд до конца второго раунда.
Начало третьего раунда снова осталось за Емельяненко за счёт работы в стойке, но ближе к концу раунда Тони перевёл бой в партер, где преимущество было уже на его стороне.  Третий раунд, где 3 минуты Емельяненко вёл в стойке и 2 проигрывал в партере, можно оценить ничейным, что и приводит к закономерному результату — ничьей. В итоге двое судей поставили ничейный счёт, тогда как один отдал победу Джонсону: (29:28 (Джонсон), 29:29, 29:29).

#### Отменённые бои
15 декабря 2018 года Емельяненко должен был провести поединок с бразильцем Франсимаром Баррозу на RCC 5 в Екатеринбурге. Однако российскому бойцу пришлось сняться из-за рецидива локтевой травмы. На следующем турнире — RCC 6 4 мая 2019 года в Челябинске планировалось провести бой Емельяненко с другим бразильцем — Вагнером Праду. Но из-за инцидента в Кисловодске этот бой также был отменён. Позже лига аннулировала контракт с Александром. На 10 мая 2019 года у Емельяненко был согласован поединок в промоушене «GFC» с очередным бразильцем — Луисом Энрике, который, как и предыдущие два поединка, не состоялся из-за россиянина. На этот раз причиной снятия Емельяненко стало падение с велосипеда.

#### Бой с Магомедом Исмаиловым
На передаче «ХукВам», выходящей на youtube-канале «Sport24», Александр Емельяненко и Магомед Исмаилов по телефону договорились о бое. 28 декабря 2019 года промоушен ACA официально анонсировал их поединок в тяжёлом весе, который планировалось провести в Москве 3 апреля 2020 года на ACA 107. Однако из-за ограничительных мер в столице, связанных с эпидемией коронавируса, турнир был перенесён на 24 июля 2020 года. Впоследствии стало известно, что он состоится не в Москве, а в Сочи. Трёхраундовый поединок прошёл при доминировании Исмаилова и закончился победой последнего техническим нокаутом в последней пятиминутке.

#### Бой с Марсио Сантосом на AMC Fight Nights
27 ноября 2021 года в Сыктывкаре прошёл бой Александра Емельяненко и Марсио Сантоса. Изначально против Сантоса должен был выходить Вячеслав Василевский, но выбыл из строя. 16 ноября Вячеслав сообщил руководству организации, что заболел гнойной ангиной, поэтому не сможет выступить в назначенный срок, попросив перенести бой на десять дней или провести его на декабрьском турнире. Глава Fight Nights Камил Гаджиев отмечал, что они не могут в одночасье перенести турнир, который, кстати, приурочен к 100-летию республики Коми. По итогу предложили подраться Александру Емельяненко, который без раздумий согласился.

Первые минуты поединка бойцы провели в стойке, где Сантос был заметно быстрее и точнее. В середине раунда Емельяненко подсечкой перевёл соперника в партер, но в результате позиционной борьбы Сантос вскоре сам занял позицию маунт. Марсио вышел на удушающий приём треугольник руками, и вскоре Александр был вынужден сдаться.. Гонорар Емельяненко за этот бой составил $200 тыс.
Гонорар Емельяненко — $200 тысяч. Он сразу согласился [на поединок с Марсио Сантосом]. Что интересно, он сначала дал согласие, а уже потом мы занялись обсуждением финансовых вопросов. Это к тому, что Сашей не только деньги движут. Данные средства будут выплачены ему вне зависимости от результата. Мы в такой ситуации, что нам не до торгов. Менеджер Александра пообещал, что мы не пожалеем. Посмотрим, что ребята в это вкладывают. Здесь речь идёт не о спорте. Емельяненко хочет поддержать турнир, — сказал Гаджиев.

#### Бой с Алексеем Гончаровым
21 декабря 2024 года в Магасе (Ингушетия) состоялся турнир по ММА лиги National Fighting League (NFL), главным событием которого стал бой Емельяненко и 33-летнего соотечественника Алексея Гончарова. Бойцы прошли взвешивание, Александр показал на весах 113,35 кг, его соперник — 107 кг.  Александр одержал победу техническим нокаутом в первом раунде за 36 секунд.

## Профессиональный бокс и кулачные бои
В ноябре 2008 года появилась информация о возможном сотрудничестве Александра Емельяненко с известной промоутерской компанией Golden Boy Promotions, которая предложила российскому спортсмену попробовать свои силы в профессиональном боксе. При этом Емельяненко заявлял, что будет продолжать выступления в смешанных единоборствах.

#### Бой с Хизиром Плиевым
Дебют Емельяненко на боксёрском ринге состоялся 3 октября 2009 года на благотворительном турнире, посвящённом памяти основателя российского профессионального бокса Э. Ч. Липинского. Соперником Емельяненко стал Хизир Плиев, мастер спорта по боксу, чемпион России по кикбоксингу также проводивший свой первый бой в профессиональной карьере. После отведённых четырёх раундов судьи большинством голосов объявили ничью (38-38, 37-40, 38-38).

#### Бой с Михаилом Кокляевым
29 ноября 2019 года на ВТБ Арена (Москва, Россия) на турнире «Битва Стихий» организованном каналом РЕН ТВ по правилам бокса состоялся поединок Емельяненко с пауэрлифтером Михаилом Кокляевым, в котором Емельяненко победил досрочно нокаутом в 1-м же раунде и завоевал пояс чемпиона РЕН ТВ в супертяжёлом весе. В послематчевом интервью Михаил Кокляев заявил о том, что не собирается останавливаться на этом, и займётся борьбой, чтобы взять у Емельяненко реванш в поединке по правилам смешанных единоборств.

#### Бой на голых кулаках с Джеффом Монсоном
23 февраля 2022 года одержал победу над Джеффом Монсоном в бою на голых кулаках на турнире кулачной лиги Hardcore FC «Россия против США», который прошёл в Москве. Это было главное событие вечера. Поединок продлился три раунда по 2 минуты. Судьи единогласным решением отдали победу россиянину. Для обоих спортсменов это был первый бой на голых кулаках. Бойцы ранее уже встречались в ноябре 2012 года. Тогда по правилам MMA Александр проиграл Джеффу во 2-м раунде.

#### Бой с Вячеславом Дациком
25 сентября 2022 года в главном событии турнира промоушена Hardcore Boxing, состоявшегося на «ЦСКА Арене» в Москве, досрочно уступил Вячеславу Дацику. Бой проходил по правилам бокса. Дацик с первых секунд боя полетел вперёд, нокаутировав соперника левым боковым ударом на 13-й секунде. «13 лет ждал, сразу выплеснул. Извините, шоу не получилось. Мне было не до шоу. Но я был готов до второго раунда дотянуть, поиздеваться», – сказал Дацик в ринге после боя. «Чего-то я зазевался, сам не знаю. Дацик, давай организуем реванш в этой же организации. Будем смотреть, анализировать, работать с тренерами. Не ожидал такого», – сказал Емельяненко-младший.

#### Реванш с Артёмом Тарасовым
14 января 2024 года пресс-служба лиги «Осьминог» сообщила, что 29 марта 2025 года в республике Беларусь состоится международный турнир, в рамках которого пройдёт поединок по правилам бокса между Емельяненко и Тарасовым. «Ну что ж, вызов принят! Контракт подписан!» - сообщила пресс-служба лиги. Выйти на бой не смог ввиду операции и восстановления

## Выступления в поп-ММА

#### Бой с Артёмом Тарасовым
Александр Емельяненко победил единогласным решением судей блогера, бойца смешанных единоборств, мастера спорта по самбо Артёма Тарасова в поединке, который проходил по правилам бокса в перчатках MMA. Бой состоялся 18 сентября 2021 года в Москве в рамках турнира организации «Наше дело» и состоял из трёх раундов по две минуты. Тарасов четыре раза побывал в нокдауне.

#### Бой со Святославом Коваленко
17 декабря 2022 в главном событии турнира «Бойцовского клуба РЕН-ТВ» Александр Емельяненко вышел на ринг против блогера - бойца Святослава Коваленко. Бой проходил по правилам ММА с ограничением времени работы в партере. Коваленко действовал достаточно размашисто и сумбурно, но при этом ему удавалось регулярно доставать своими атаками Емельяненко, который не успевал реагировать на удары соперника. Коваленко дважды отправлял Александра в нокдауны во втором и третьем раундах, и атаковал оппонента сверху в партере. Емельяненко временами опасно попадал в стойке, но было заметно, что он находится в довольно плохой форме. Бой дошёл до финального гонга и победа раздельным судейским решением досталась Коваленко.

#### Бой с Евгением Ершовым
26 мая 2023 года на турнире «Бойцовский клуб РЕН-ТВ» состоялся бой между Александром Емельяненко и блогером Евгением Ершовым. Первый раунд был за блогером, который успешно действовал с дистанции и даже отправил на настил Емельяненко, но правда этот нокдаун не был засчитан и рефери вернул бойцов в стойку. Во втором раунде Ершов решил перевести бой в партер, где попался на болевой приём (кимура) и сигнализировал рефери о сдаче. В интервью после боя Александр Емельяненко заявил о том, что готов дать незамедлительный реванш Евгению Ершову, уточнив, что хотел бы провести с ним бой по правилам бокса в перчатках по ММА. Кроме того, тяжеловес пообещал привести себя в порядок и на следующий бой выйти в хорошей физической форме. После боя промоутер Владимир Хрюнов заявил, что бой с Ершовым был выставочным.

## Проблемы со здоровьем
После боя с Ершовым в начале лета 2023 года лег на реабилитационный центр «Иман» в Ингушетии.
11 ноября 2023 года закончил реабилитацию в Ингушетии, где находился с июня, а 25 января 2024 года подписал контракт на три боя с промоушеном Ural FC (Ural Fighting Championship). Ни одного боя под эгидой Ural FС не провел.
5 марта 2025 года Емельяненко сообщил, что у него разошлись межпозвонковые диски и оттуда вылезла грыжа, полностью передавив спинной мозг, из-за чего у спортсмена отнялись ноги. 10-11 марта Александр лег оперироваться в НИИ имени Н. В. Склифосовского. По словам бойца, на восстановление уйдет десять месяцев.

## Достижения
- Трёхкратный чемпион мира по боевому самбо (2002, 2003, 2006).
- Чемпион Европы по боевому самбо
- Мастер спорта России по самбо
- Мастер спорта России по дзюдо
- Чемпион ProFC 2010
- Чемпион Рен-ТВ 2019

## Личная жизнь
Живёт в Москве. В сентябре 2011 года решением мирового судьи судебного участка № 17 Василеостровского района Санкт-Петербурга его брак с Гороховой Ольгой Михайловной был расторгнут. Имеет дочь Емельяненко Полину Александровну 30 июля 2007 года рождения, которая осталась проживать с матерью.
1 апреля 2015 года женился на Полине Селедцовой, 22 года, уроженке Тамбова. Брак был заключён в стенах Московского СИЗО № 2 «Бутырка». 22 июня 2018 года развёлся, однако затем отношения пары возобновились с новой силой. В октябре 2022 года зарегистрировались во второй раз.
В январе 2024 года совершил поездку на могилу пророка Мухаммеда в Медине (Саудовская Аравия), совершив тем самым малый хадж, позже тренер Расул Магомедалиев заявил, что Александр Емельяненко принял ислам. В конце января заявил что не принимал ислам, а просто ездил смотреть святые места.

## Скандалы
За пьяный дебош во время перелёта из Москвы в Барнаул в декабре 2012 года признан виновным в мелком хулиганстве и оштрафован на 700 рублей по ч.1 ст.20.1 КоАП РФ (мелкое хулиганство). По данным Интерфакса, Емельяненко «приставал к пассажирам, провоцировал их на драку, не реагировал на замечания бортпроводников, требовал спиртное, выражался нецензурной бранью, курил в самолёте».
2 августа, в день 32-летия Емельяненко, он был обвинён в изнасиловании. По словам 23-летней девушки, боец надругался над ней и не давал покинуть квартиру. Девушка рассказала, что поехала домой к Емельяненко по его приглашению. Александр был задержан полицией, однако вскоре отпущен, так как пострадавшая решила забрать своё заявление.
– Скажем прямо, эти девушки – проститутки, которые, помимо платы за обычные свои услуги, захотели воспользоваться именем Александра и путём шантажа выманить у него ещё денег. Но узнав, какое наказание они могут понести за дачу следствию ложных показаний, они забрали заявление, – заявила пресс-атташе бойца.
23 октября 2013 года, ужиная в одном из московских кафе, вступил в конфликт с отдыхающей там компанией. Конфликт перерос в драку, в результате которой один человек пострадал и был доставлен в больницу. Поскольку стороны достигли примирения, дело возможно было прекращено в суде.
В декабре 2013 года генеральный директор Тюменской федерации боевого самбо (ТФБС) Елена Мухамедшина заявила, что, по её мнению, Александр Емельяненко приходил на тренировки в Тюмени в нетрезвом виде, не готовился к бою и отказался сдавать анализы медицинской комиссии. В этой связи он был снят с турнира. В то же время сам Емельяненко утверждал, что «Тюменская федерация боевого самбо, которая занимается организацией турнира по смешанным единоборствам 22 декабря, в лице президента федерации Олега Мухамедшина и генерального директора Елены Мухамедшиной… продали все билеты на турнир, … бесплатно использовали моё изображение… В итоге я сделал им рекламу турнира и обеспечил своим участием продажу билетов… мне предложили согласиться на снижение гонорара в три раза. Я отказался. В итоге меня замучили медицинскими комиссиями, которые я все прошёл. Все документы у меня есть на руках, а у организаторов есть копии. Они ищут причину, чтобы сорвать бой, разорвать контракт и не заплатить мне неустойку». Председатель Всероссийской коллегии судей Союза ММА России Радмир Габдуллин обвинил в конфликте Олега Мухамедшина и призвал его отстранить от должности. В итоге Мухамедшин был и вовсе исключён из Союза MMA России.
Утром 9 мая 2014 года, управляя автомобилем Opel Astra H GTC, попал в ДТП на дороге под Тамбовом, не справившись с управлением на выходе из поворота. Судя по видео очевидцев, от удара упал на землю железобетонный столб, автомобиль получил сильные повреждения передней части. В результате аварии серьёзно пострадал пассажир, сидевший на переднем сиденье, Емельяненко не получил опасных травм, был задержан на месте ДТП и переправлен в Москву. По словам сотрудников ГИБДД, Емельяненко на момент аварии был трезв.
6 апреля 2023 года из-за поведения Александра Емельяненко в Екатеринбурге задержали самолёт. Инцидент произошёл в аэропорту Кольцово: спортсмен помочился в помещении. Блогер Анна Данилова, летевшая тем же рейсом в Москву, заявила изданию, что Емельяненко находился в нетрезвом состоянии. По её словам, после того, как сотрудник аэропорта сделал бойцу замечание, он нецензурно выругался и пригрозил ударить мужчину.
Сразу после выставочного боя против блогера Евгения Ершова принял решение пройти реабилитационный курс в республике Ингушетия под наблюдением Лом-Али Газгириева который был президентом Федерации профессионального бокса Ингушетии. Сейчас он занимается тем, что помогает зависимым людям справиться с их проблемой. В числе его пациентов оказался и Александр Емельяненко.

### Лишение свободы
Проходил по делу о нанесении побоев и изнасиловании 26-летней домработницы. 1 апреля 2014 года Следственными органами Главного следственного управления Следственного комитета Российской Федерации по городу Москве возбуждено уголовное дело в отношении Емельяненко. Он подозревался в совершении преступления, предусмотренного ч. 1 ст. 132 УК РФ (насильственные действия сексуального характера) и ч. 2 ст. 325 УК РФ (похищение паспорта). По версии следствия, в ночь на 3 марта 2014 года в квартире, расположенной в Пересветовом переулке Москвы, Емельяненко совершил насильственные действия сексуального характера с применением насилия в отношении женщины, производившей уборку его квартиры. После этого он похитил паспорт потерпевшей из её сумки. Акт насильственных действий повторялся несколько раз за ночь. 2 апреля не явился на допрос, в связи с чем был объявлен в федеральный розыск. Этот случай не помешал Емельяненко вернуться на ринг.
19 мая 2015 года осуждён Симоновским судом Москвы к 4,5 годам лишения свободы со штрафом в размере 50 тысяч рублей за изнасилование домработницы, по ч. 1 ст. 132 УК РФ (насильственные действия сексуального характера) и по ч. 2 ст. 325 УК РФ (похищение или повреждение документов, штампов, печатей либо похищение акцизных марок, специальных марок или знаков соответствия). Адвокат заявил, что защита намерена обжаловать приговор.
24 сентября 2015 года Мосгорсуд признал законным приговор Емельяненко и отклонил его жалобу, в которой он просил отменить обвинительный приговор.
Александр Емельяненко отбывал наказание в Борисоглебской колонии общего режима (ИК-9, Воронежская область). Продолжал тренировки, «оттачивает свои навыки на других осуждённых».
17 октября 2016 года Борисоглебский городской суд принял решение об удовлетворении ходатайства Емельяненко об условно-досрочном освобождении (УДО), оставшуюся часть срока наказания (2 года и 23 дня) суд постановил заменить исправительными работами с удержанием 10 % заработка. Однако 27 октября Борисоглебская межрайонная прокуратура опротестовала решение суда об освобождении по УДО, апелляционное представление подано по статье 70 УК РФ («Назначение наказания по совокупности приговоров»), так как исправительные работы нельзя назначать более двух лет. На 24 ноября в воронежском областном суде было назначено рассмотрение апелляционного представления прокуратуры.
24 ноября Апелляционная инстанция Воронежского областного суда постановила изменить постановление Борисоглебского городского суда от 17 октября в отношении Александра Емельяненко. Неотбытая часть наказания в виде лишения свободы заменена ему на исправительные работы сроком два года с удержанием 10 % ежемесячного заработка в доход государства.
24 ноября 2016 года Емельяненко вышел на свободу.
1 марта 2019 года Емельяненко задержан в Кисловодске сотрудниками правоохранительных органов. Причиной задержания стало нарушение правил дорожного движения, попытка скрыться и совершение дорожно-транспортного происшествия. Во время инцидента боец находился в нетрезвом состоянии.
2 марта 2019 года Кисловодский городской суд признал Александра Емельяненко виновным в административном правонарушении. Наказание назначено в виде 10 суток административного ареста. Емельяненко обжаловал решение, однако Ставропольский краевой суд оставил решение без изменения.
Кисловодский суд лишил бойца водительских прав на 1,5 года. Также назначен штраф в размере 30 тысяч рублей. Указанные решения приняты за отказ Емельяненко от прохождения медицинского освидетельствования на состояние алкогольного опьянения.
В результате инцидента организация RCC аннулировала контракт с Александром Емельяненко.
В ночь на 21 января 2020 года на базе отдыха «Спорт» в Анапе Емельяненко был задержан за пьяный дебош. В его отношении составили административный протокол по статье «Мелкое хулиганство». Бойцу было присуждено 7 суток ареста.

## В культуре
- 2022 год. Документальный фильм Валерии Гай Германики «Емельяненко»[93].

## Результаты боёв

### Смешанные единоборства
| Боёв 39  | Побед 29 | Поражений 9 |
| -------- | -------- | ----------- |
| Нокаутом | 21       | 5           |
| Сдачей   | 5        | 4           |
| Решением | 3        | 0           |
| Ничьи    | 1        | 1           |

| Результат | Рекорд | Соперник            | Способ                                | Турнир                                   | Дата             | Раунд | Время | Место                   | Примечание                  |
| --------- | ------ | ------------------- | ------------------------------------- | ---------------------------------------- | ---------------- | ----- | ----- | ----------------------- | --------------------------- |
| Победа    | 29-9-1 | Алексей Гончаров    | TKO (удары)                           | NFL 2                                    | 21 декабря 2024  | 1     | 0:36  | Магас, Ингушетия        |                             |
| Поражение | 28-9-1 | Марсио Сантос       | Сдача (удушение ручным треугольником) | AMC Fight Nights 106                     | 28 ноября 2021   | 1     | 4:00  | Сыктывкар, Россия       |                             |
| Поражение | 28-8-1 | Магомед Исмаилов    | ТКО (удары руками)                    | ACA 107                                  | 24 июля 2020     | 3     | 3:07  | Сочи, Россия            |                             |
| Ничья     | 28-7-1 | Тони Джонсон        | Решение большинства                   | Турнир WFCA                              | 18 августа 2018  | 3     | 5:00  | Москва, Россия          |                             |
| Победа    | 28-7   | Виктор Пешта        | TKO (удары руками и коленями)         | RCC-3                                    | 9 июля 2018      | 2     | 3:52  | Екатеринбург, Россия    |                             |
| Победа    | 27-7   | Габриел Гонзага     | TKO (удары руками и коленями)         | RCC-2                                    | 5 мая 2018       | 2     | 3:42  | Екатеринбург, Россия    |                             |
| Победа    | 26-7   | Шимон Байор         | TKO (удары)                           | Битва на Волге 3                         | 4 марта 2018     | 1     | 3:03  | Тольятти, Россия        |                             |
| Победа    | 25-7   | Вёрджил Цвиккер     | TKO (удары)                           | WCFA: Грозная битва 44                   | 17 декабря 2017  | 1     | 2:56  | Грозный, Россия         |                             |
| Победа    | 24-7   | Жерониму дус Сантус | TKO (удары)                           | WCFA 42                                  | 27 сентября 2017 | 1     | 0:36  | Москва, Россия          |                             |
| Поражение | 23-7   | Дмитрий Сосновский  | TKO (удары)                           | Coliseum FC — New History 2              | 25 января 2014   | 1     | 1:40  | Санкт-Петербург, Россия |                             |
| Победа    | 23-6   | Жозе Родригу Гелке  | TKO (удары)                           | PROFC 49: RESURRECTION                   | 4 июля 2013      | 1     | 4:00  | Химки, Россия           |                             |
| Победа    | 22-6   | Боб Сапп            | TKO (удары)                           | Легенда 1 (Бойцовское шоу)               | 25 мая 2013      | 1     | 1:37  | Москва, Россия          |                             |
| Поражение | 21-6   | Джефф Монсон        | Сдача (удушающий приём «север-юг»)    | M-1 Challenge 35                         | 15 ноября 2012   | 2     | 3:17  | Санкт-Петербург, Россия |                             |
| Победа    | 21-5   | Константин Глухов   | Единогласное решение                  | M-1 Challenge 34                         | 30 сентября 2012 | 3     | 5:00  | Москва, Россия          |                             |
| Победа    | 20-5   | Ибрагим Магомедов   | TKO (остановка врачом)                | M-1 Challenge 33                         | 6 июня 2012      | 2     | 5:00  | Джейрах, Россия         |                             |
| Победа    | 19-5   | Тадас Римкявичус    | TKO (удары)                           | M-1 Challenge 31                         | 17 марта 2012    | 2     | 3:05  | Санкт-Петербург, Россия |                             |
| Победа    | 18-5   | Толеген Акылбеков   | Сдача (болевой приём на руку)         | «BUSHIDO FC vol. 50»                     | 21 декабря 2011  | 1     | 4:30  | Алма-Ата, Казахстан     |                             |
| Поражение | 17-5   | Магомед Маликов     | KO (удар)                             | M-1 Challenge 28 Emelianenko vs. Malikov | 12 ноября 2011   | 1     | 0:23  | Астрахань, Россия       |                             |
| Поражение | 17-4   | Питер Грэм          | TKO (удары ногами)                    | Draka 5: Governor’s Cup 2010             | 18 декабря 2010  | 2     | 2:59  | Хабаровск, Россия       |                             |
| Победа    | 17-3   | Миодраг Петкович    | TKO (удары)                           | APF: Azerbaijan vs. Europe               | 22 мая 2010      | 1     | 3:00  | Баку, Азербайджан       |                             |
| Победа    | 16-3   | Эдди Бенгтссон      | TKO (удары)                           | ProFC: Commonwealth Cup                  | 23 апреля 2010   | 1     | 0:48  | Москва, Россия          | Бой за титул чемпиона ProFC |
| Победа    | 15-3   | Ибрагим Магомедов   | TKO (удары)                           | ProFC: Russia vs. Europe                 | 29 марта 2009    | 1     | 0:51  | Ростов-на-Дону, Россия  |                             |
| Победа    | 14-3   | Сэн Су Ли           | TKO (удары)                           | M-1 Challenge 9                          | 21 ноября 2008   | 1     | 2:40  | Санкт-Петербург, Россия |                             |
| Победа    | 13-3   | Силвао Сантуш       | TKO (удары)                           | M-1 Challenge 2                          | 3 апреля 2008    | 1     | 1:30  | Санкт-Петербург, Россия |                             |
| Победа    | 12-3   | Дэн Бобиш           | Удушающий приём (гильотина)           | HCF: Title Wave                          | 19 октября 2007  | 1     | 1:09  | Калгари, Канада         |                             |
| Победа    | 11-3   | Джесси Гиббсон      | Сдача (болевой приём на руку)         | M-1 MFC: Battle on the Neva              | 21 июля 2007     | 1     | 3:31  | Санкт-Петербург, Россия |                             |
| Победа    | 10-3   | Эрик Пеле           | KO (удар)                             | BodogFight: Clash of the Nations         | 14 апреля 2007   | 1     | 4:07  | Санкт-Петербург, Россия |                             |
| Поражение | 9-3    | Фабрисиу Вердум     | Удушающий приём (треугольник руками)  | 2 Hot 2 Handle: Pride & Honor            | 12 ноября 2006   | 1     | 3:24  | Роттердам, Голландия    |                             |
| Победа    | 9-2    | Сергей Харитонов    | TKO (удары)                           | PRIDE Final Conflict Absolute            | 10 сентября 2006 | 1     | 6:45  | Сайтама, Япония         |                             |
| Поражение | 8-2    | Джош Барнетт        | Сдача (болевой приём на руку)         | PRIDE Total Elimination Absolute         | 5 мая 2006       | 2     | 1:57  | Осака, Япония           | 1/8 финала гран-при         |
| Победа    | 8-1    | Павел Настула       | Сдача (удушение сзади)                | PRIDE Shockwave 2005                     | 31 декабря 2005  | 1     | 8:45  | Сайтама, Япония         |                             |
| Победа    | 7-1    | Рене Руз            | KO (удар)                             | Bushido Rotterdam Rumble                 | 9 октября 2005   | 1     | 0:28  | Роттердам, Голландия    |                             |
| Победа    | 6-1    | Рикарду Морайс      | KO (удары)                            | PRIDE Bushido 6                          | 3 апреля 2005    | 1     | 0:15  | Иокогама, Япония        |                             |
| Победа    | 5-1    | Джеймс Томпсон      | KO (удар)                             | PRIDE 28: High Octane                    | 31 октября 2004  | 1     | 0:11  | Сайтама, Япония         |                             |
| Победа    | 4-1    | Карлус Баррету      | Единогласное решение                  | M-1 MFC: Middleweight GP                 | 9 октября 2004   | 3     | 5:00  | Санкт-Петербург, Россия |                             |
| Поражение | 3-1    | Мирко Филипович     | KO (удар ногой и добивание)           | PRIDE Final Conflict 2004                | 15 августа 2004  | 1     | 2:09  | Сайтама, Япония         |                             |
| Победа    | 3-0    | Мэтт Фоки           | Сдача (удушение сзади)                | PRIDE Bushido 3                          | 23 мая 2004      | 1     | 3:16  | Иокогама, Япония        |                             |
| Победа    | 2-0    | Анджело Араужо      | TKO (рассечение)                      | Inoki Bom-Ba-Ye 2003                     | 31 декабря 2003  | 2     | 4:28  | Кобе, Япония            |                             |
| Победа    | 1-0    | Асуэриу Силва       | Раздельное решение                    | PRIDE Bushido 1                          | 5 октября 2003   | 2     | 5:00  | Сайтама, Япония         |                             |

### Профессиональный бокс
В таблице перечислены результаты всех поединков боксёров.
В каждой строке указан результат поединка. Дополнительно номер поединка обозначен цветом, который обозначает итог поединка. Расшифровка обозначений и цветов представлена в нижеследующей таблице.
| Пример | Расшифровка                     |
| ------ | ------------------------------- |
|        | Победа                          |
|        | Ничья                           |
|        | Поражение                       |
|        | Планируемый поединок            |
|        | Поединок признан несостоявшимся |
| КО     | Нокаут                          |
| ТКО    | Технический нокаут              |
| PTS    | Решение судей (по очкам)        |
| UD     | Единогласное решение судей      |
| MD     | Решение большинства судей       |
| SD     | Раздельное решение судей        |
| RTD    | Отказ от продолжения боя        |
| DQ     | Дисквалификация                 |
| NC     | Поединок признан несостоявшимся |

| Бой | Рекорд | Дата             | Соперник               | Место боя                  | Результат | Комментарии                                        |
| --- | ------ | ---------------- | ---------------------- | -------------------------- | --------- | -------------------------------------------------- |
| 3   | 1-1-1  | 25 сентября 2022 | Вячеслав Дацик         | Москва, Россия             | КО        |                                                    |
| 2   | 1-0-1  | 29 ноября 2019   | Михаил Кокляев (дебют) | ВТБ Арена, Москва, Россия  | KO 1 (4)  | Выиграл титул чемпиона «Рен ТВ»                    |
| 1   | 0-0-1  | 3 октября 2009   | Хизир Плиев (дебют)    | УСЗК РГУФК, Москва, Россия | MD (4)    | Счёт: 38-38, 38-38, 37-40. Профессиональный дебют. |

### Кулачные бои
В таблице перечислены результаты всех поединков боксёров.
В каждой строке указан результат поединка. Дополнительно номер поединка обозначен цветом, который обозначает итог поединка. Расшифровка обозначений и цветов представлена в нижеследующей таблице.
| Пример | Расшифровка                     |
| ------ | ------------------------------- |
|        | Победа                          |
|        | Ничья                           |
|        | Поражение                       |
|        | Планируемый поединок            |
|        | Поединок признан несостоявшимся |
| КО     | Нокаут                          |
| ТКО    | Технический нокаут              |
| PTS    | Решение судей (по очкам)        |
| UD     | Единогласное решение судей      |
| MD     | Решение большинства судей       |
| SD     | Раздельное решение судей        |
| RTD    | Отказ от продолжения боя        |
| DQ     | Дисквалификация                 |
| NC     | Поединок признан несостоявшимся |

| Бой | Рекорд | Дата            | Соперник     | Место боя      | Результат | Комментарии                                    |
| --- | ------ | --------------- | ------------ | -------------- | --------- | ---------------------------------------------- |
| 1   | 1-0    | 23 февраля 2022 | Джефф Монсон | Москва, Россия | UD        | Александр взял реванш за поражение в 2012 году |